# 弗林蛋白酶
弗林蛋白酶（英語：furin）是脊椎動物與部分無脊椎動物的一種蛋白酶，化学式为：C3486H5475O1248N943S29Ca3，因人類基因組中編碼此蛋白酶的FUR基因位于FES基因的上游区域（FES Upper Region）而得名，為一類PCSK類前体蛋白转化酶，屬依賴鈣離子的肽鏈內切酶。此蛋白酶在人體各種組織中皆有表現，一般在蛋白質的精氨酸-X-(精氨酸/離氨酸) -精氨酸序列（R-X-K/R-R）後方進行切割（X為除半胱氨酸外的任一氨基酸），可切割、活化細胞中多種蛋白質，也可切割多種病毒表面的蛋白以促進其感染細胞，SARS-CoV-2等多種冠狀病毒表面的刺突蛋白即可被弗林蛋白酶切割。

## 基因
人類基因組中編碼了9種PCSK類前体蛋白转化酶，弗林蛋白酶即為其中之一，又稱為PCSK3，於1986年自cDNA基因庫中發現，是哺乳動物中第一個被發現的前体蛋白转化酶。弗林蛋白酶由15號染色體上的FUR基因編碼，具有P1、P1A與P1B等三個啟動子，皆使用不同的轉錄起始位點，產生5'UTR不同但編碼區域相同的mRNA，其中P1A與P1B為持續表現的看家基因啟動子，P1則可被一些細胞激素活化，與C/EBPβ轉錄因子結合而啟動轉錄。
弗林蛋白酶有和其他第一型穿膜蛋白一樣有一N端信號肽會在轉譯時被切除，另外N端還有一長83個氨基酸的結構域為此蛋白正常折疊所需，C端則有一跨膜結構域。在轉譯結束、蛋白質由內質網運送至高基氏體的過程中，N端的結構域會被切除，同時移除蛋白質上的部分醣基修飾，使弗林蛋白酶獲得完整活性。隨後弗林蛋白酶可停留在高基氏體，也可再運送至細胞膜表面，其後再被切割而離開細胞、釋放到周圍組織中。弗林蛋白酶在各種組織細胞的高基氏體和細胞表面皆有表現，其中又以唾腺、肝與骨髓的表現量為多，肌肉組織的表現量則較少。

## 功能
細胞中有許多蛋白质在刚刚轉譯生成时尚無活性，需在高基氏體經弗林蛋白酶切割後才能活化，包括細胞外基質蛋白（整合素、玻連蛋白、膠原蛋白）、生長因子（IGF-1、IGF-2、PDGF、VEGF-C、NGF）、細胞激素（TGF-β、CXCL10）、激素（PTH、TRH、GHRH）、金屬蛋白酶、凝血因子、血漿蛋白、細胞膜上的跨膜受體和離子通道等。
弗林蛋白酶一般在这段蛋白質切割序列（R-X-K/R-R）的後方進行切割：
|        |   |          |   | 精氨酸 |   |        |
| 精氨酸 | - | X        | - | 或     | - | 精氨酸 |
|        |   | [ 註 2 ] |   | 離氨酸 |   |        |

其切割大多可活化其他蛋白，但也有少數抑制其他蛋白的案例，如抑制PCSK9與内皮脂酶的活性。有研究顯示有蛋白質上的弗林蛋白酶切割位點突變可能與X-性聯遺傳少汗性外胚層發育不良症等遺傳疾病有關。

### 與疾病的關聯

#### 切割病毒蛋白
弗林蛋白酶與許多病原的感染有關，細胞內的弗林蛋白酶在人類免疫缺乏病毒組裝時可將其gp160膜蛋白切割成gp120和gp41，細胞表面的弗林蛋白酶則可切割流感病毒、皰疹病毒、人類乳突病毒、登革熱病毒、麻疹病毒、B肝病毒、森林腦炎病毒、玻那病毒、黃熱病毒、新城病毒、辛德畢斯病毒、塞姆利基森林病毒、伊波拉病毒和馬堡病毒表面的醣蛋白以促進病毒感染。
許多冠狀病毒與細胞受體結合的刺突蛋白（spike）亦可被弗林蛋白酶切割，包括一些甲型冠狀病毒（貓冠狀病毒與高山姬鼠冠狀病毒JC34）、許多乙型冠狀病毒（MERS-CoV、伏翼蝠冠状病毒HKU5、鼠冠狀病毒、人類冠狀病毒HKU1、人類冠狀病毒OC43、牛冠狀病毒、豬凝血性腦脊髓炎病毒、黃鼠冠狀病毒HKU24、普氏蹄蝠冠状病毒Zhejiang2013與SARS-CoV-2）和絕大多數丙型冠狀病毒（禽冠狀病毒）刺突蛋白S1與S2次單元間的S1/S2位點，以及一些甲型冠狀病毒（人類冠狀病毒NL63與一些犬冠狀病毒病毒株）、乙型冠狀病毒（MERS-CoV、伏翼蝠冠状病毒HKU5與部分果蝠冠狀病毒HKU9病毒株）、丙型冠狀病毒（瓶鼻海豚冠状病毒HKU22）與丁型冠狀病毒（鵪鶉冠狀病毒HKU30）刺突蛋白S2次單元上的S2'位點。S1/S2與S2'兩位點的切割均為冠狀病毒感染細胞所需，上述病毒可能在組裝過程中，刺突蛋白已被弗林蛋白酶切割，經胞吐作用釋放到胞外後，只需S2'位點再被切割即可感染其他細胞。相較之下SARS-CoV等其他冠狀病毒因刺突蛋白上無弗林蛋白酶切割位點，需在細胞表面或溶體被其他蛋白酶切割後才能順利感染。
SARS-CoV-2的刺突蛋白被弗林蛋白酶切割可增強其感染力，但这一切割并非感染所必須，且與其親緣關係最接近的RaTG13、RmYN02和穿山甲冠狀病毒刺突蛋白中均無弗林蛋白酶切割位點。2019冠状病毒病疫情爆發後，有陰謀論者因此質疑造成疫情的SARS-CoV-2可能為人工製造的病毒，實則自然界中有多種冠狀病毒具有此位點，且弗林蛋白酶切割位點在冠狀病毒演化的過程中，在不同演化支中獨立演化出現了數次，也曾在一些演化支中消失（如龍泉黑線姬鼠冠狀病毒LAMV為乙型冠狀病毒屬Embecovirus亞屬中唯一失去此位點的病毒），因此有觀點認為SARS-CoV-2中的切割位點也應為自然產生的結果。

#### 其他
炭疽毒素與假單胞菌分泌的外毒素進入細胞時也會被弗林蛋白酶切割，前者在細胞表面被切割，後者則可能是在胞內體被切割；志賀毒素被切割後則可提升活性。有些研究顯示某些癌症腫瘤中弗林蛋白酶的表現量有所提升，可能可切割、活化一些與腫瘤生長有關的蛋白。
因弗林蛋白酶與多種疾病的關聯，許多研究嘗試以抑制弗林蛋白酶的方式作為癌症或感染性疾病的療法。

## 註腳
1. ↑  全稱為枯草桿菌蛋白酶/kexin型前体蛋白转化酶（proprotein convertase subtilisin/kexin type），因結構與細菌的枯草桿菌蛋白酶以及酵母菌的kexin蛋白酶相似而得名[7]。
2. ↑  X为除半胱氨酸外的任一氨基酸
3. ↑  對於MERS-CoV的刺突蛋白是否會被弗林蛋白酶切割，學界尚存爭議，有研究質疑弗林蛋白酶在MERS-CoV感染過程中的作用[21][22]。
4. ↑  RmYN02病毒在此區域也有一相似的插入序列，但不能被弗林蛋白酶切割[29]